# Éric Magnin
Éric Magnin (* 29. Mai 1967 in Ouillins) ist ein ehemaliger französischer Radrennfahrer und nationaler Meister im Radsport. 

## Sportliche Laufbahn
Magnin war im Straßenradsport und im Bahnradsport aktiv. Er war Teilnehmer der Olympischen Sommerspiele 1992 in Barcelona. Im Punktefahren kam er auf den 6. Rang. 
Bei den Mittelmeerspielen 1991 gewann er die Silbermedaille im Einzelzeitfahren.
1992 wurde er Berufsfahrer im Radsportteam RMO und blieb bis 1996 als Radprofi aktiv. 1992 siegte er im Einzelzeitfahren der Tour de l’Avenir. 1993 gewann er den Prolog der Tour du Vaucluse und 1994 das Rennen Polymultipliée lyonnaise.
Bei den Bahnradsport-Weltmeisterschaften 1993 wurde er Zweiter im Punktefahren hinter Etienne De Wilde. 1992 gewann er die nationale Meisterschaft im Punktefahren der Profis, 1995 wurde er Zweiter. 1995 siegte er in der Meisterschaft im Zweier-Mannschaftsfahren mit Jean-Michel Moninals Partner.